# The More Things Change...
The More Things Change... é o segundo álbum de estúdio da banda californiana de thrash metal Machine Head, lançado em 1997. O álbum não vendeu tanto quanto o primeiro, mas é um dos álbuns prediletos dos fãs da banda. Também é o álbum de estréia do baterista Dave McClain, que por anos tocou no quarteto thrash americano, Sacred Reich. Uma versão digipack do álbum contém três faixas bônus, entre elas dois covers, um da banda britânica Discharge e um do rapper Ice-T.
Em 2020, a revista Metal Hammer o elegeu como um dos 20 melhores álbuns de metal de 1997.

## Faixas
Música por Machine Head, letras de Robb Flynn, exceto as faixas 11 e 13.
1. "Ten Ton Hammer" – 4:14
2. "Take My Scars" – 4:20
3. "Struck a Nerve" – 3:34
4. "Down to None" – 5:28
5. "The Frontlines" – 5:51
6. "Spine" – 6:38
7. "Bay of Pigs" – 3:46
8. "Violate" – 7:20
9. "Blistering" – 4:59
10. "Blood of the Zodiac" – 6:38
11. "Possibility Of Life's Destruction" (cover de Discharge) - 1:31
12. "My Misery" - 4:42
13. "Colors" (cover de Ice-T) - 4:39

## Integrantes
- Robb Flynn - vocal & guitarra
- Logan Mader - guitarra
- Adam Duce - baixo
- Dave McClain - bateria